# Nando Prato
Nando Prato, nome d'arte di Ferdinando Cafis (Firenze, 1932), è un cantante italiano.

## Biografia
Dopo aver iniziato ad esibirsi in night e sale da ballo, nel 1958 firma un contratto discografico per l'etichetta napoletana Vis Radio. Debutta con il brano Senza catene, partecipante alla Piedigrotta dello stesso anno, cui segue Ti scrivo e piango.
L'anno seguente prende parte a diverse rubriche radiofoniche con Gloria Christian e Antonio Basurto e inizia a cantare a Radio Napoli con l'Orchestra Anepeta e l'Orchestra Conte.
Nel 1962 viene convocato dagli organizzatori di quell'edizione del Festival di Napoli per interpretare il motivo Stasera nun si tu in abbinamento con Luciano Lualdi. Nello stesso anno, in compagnia dei cantanti Dino Giacca, Monica Del Po e Luciano Tajoli, partecipa con successo a una tournée negli Stati Uniti, alla Carnegie Hall di New York, proponendo sia brani del repertorio partenopeo che canzoni in lingua italiana.
Nel 1964 partecipa alla Barca D'Oro, la due giorni della canzone italiana e napoletana, dove propone i brani Tarantella 'e piscatore, M'ha ditto 'o viento e 'A Spiaggia deserta, doppiati, rispettivamente, da Mario Valente, Antonio Maisto e Giacomo Formisano. L'anno seguente, firmato un nuovo contratto discografico per la Zeus di Espedito Barrucci, comincia a registrare diversi brani tratti dal repertorio classico napoletano.
Nel 1967 partecipa nuovamente al Festival della Canzone Napoletana, in sostituzione di Monica Del Po, presentando, in abbinamento alla capitolina Wanda Romanelli, il motivo Napule vò cantà, che non si qualifica per la serata finale.
Il cantante continua ad incidere canzoni classiche italiane e in particolare napoletane, e alla fine del decennio intraprende varie tournée oltre oceano, dopodiché le sue apparizioni diminuiscono fino a scomparire del tutto.

## Discografia

### Album in studio
- 1968 – Nando Prato (Zeus, BE 0022)

### Singoli
- 1958 – Senza catene/Ti scrivo e piango (Vis Radio, ViMQN 36305)
- 1958 – Stornelli fiorentini (parte I)/Stornelli fiorentini (parte II) (Vis Radio, ViMQN 36306)
- 1961 – Io, te, la luna e la chitarra/Tango gitano (Nuova Enigmistica Tascabile, N 329; lato B cantato da Orchestra Ariani)
- 1965 – Stornello amaro/Torna maggio (Zeus, BE 156)
- 1967 – Napule vò cantà/Senza catene (Zeus, BE 205)
- 1967 – Per lui/Amico del vento (Zeus, BE 213)
- 1968 – Quann'ero guaglione/Dove sta Zazà (Zeus, BE 230)
- 1968 – Stornellata a me'/Luna marinara (Zeus, BE 231)
- 1968 – Borgo antico/Tango del mare (Zeus, BE 232)